# GT/s
GT/s znamená Giga Transfers per Second. Jedná se o jednotku výkonu sběrnic (takt sběrnice), například FSB či sběrnic grafických karet. Číslo je bezrozměrný údaj, který říká, kolikrát za sekundu je sběrnice schopná efektivně přenést data. Neříká, o jak velký blok dat se jedná, to závisí na šířce sběrnice.
Například 64bit sběrnice je při výkonu 1,6GT/s schopná přenést až 12,8GB/s, jedná se ale o maximální teoretický výkon bez započtení paritních dat pro opravy chyb, režie sběrnice, atd.